# الواسطة (إب)

تعديل مصدري - تعديل

الواسطة محلة تابعة لقرية جبل مشرقى، التابعة لعزلة بني محرم بمديرية إب إحدى مديريات محافظة إب في الجمهورية اليمنية.، بلغ تعداد سكانها 49 حسب تعداد اليمن لعام 2004.